# Thelonious Monk
Thelonious Sphere Monk (Rocky Mount, 10 de outubro de 1917 — Weehawken, 17 de fevereiro de 1982) foi um pianista e compositor de jazz norte-americano.
Thelonious Monk foi um pianista único, e considerado um dos mais importantes músicos do Jazz. Monk tinha um estilo único de improvisar e tocar. Era famoso por seus improvisos de poucas e boas notas. Preciso, fazia com duas ou três notas o que outros pianistas faziam com nove ou dez. Cada nota entrava perfeitamente no contexto da música, numa mistura melódica e rítmica. Somente notas necessárias e muito bem trabalhadas. Sentado ao piano, tocava-o encurvado, com uma má postura, além de seu dedilhado ruim, com os dedos rígidos, que ficavam perfeitamente eretos e batiam nas teclas tal qual uma baqueta faria em um tambor. Excêntrico, Thelonious não era muito bem-visto pela crítica da época, porém era unanimidade entre os jazzistas. Compunha melodias e criava ritmos nada usuais. Compôs vários temas que hoje são considerados standards, como "Epistrophy", "'Round Midnight", "Blue Monk", "Straight No Chaser" e "Well, You Needn't".
Apesar de ser lembrado como um dos fundadores do bebop, seu estilo, com o passar do tempo, evoluiu para algo único, próprio, de composições com harmonias dissonantes e guinadas melódicas combinadas a linhas de percussão desenvolvidas com abruptos ataques ao piano e uso de silêncios e hesitações.

## Biografia

### Infância e adolescência
Filho de Thelonious e Barbara Monk, Thelonious Sphere Monk nasceu no dia 10 de outubro de 1917, em Rocky Mount, Carolina do Norte, EUA. Sua irmã, Marian, nasceu dois anos antes. Um irmão, Thomas, nasceu alguns anos depois. Em 1922, sua família se mudou para Manhattan, Nova Iorque. Monk começou a tocar piano aos nove anos de idade. Apesar de ter tido aulas formais e ter espiado as lições de piano de sua irmã, Thelonious Monk era, essencialmente, um autodidata. Monk frequentou a prestigiosa Stuyvesant High School, mas não chegou a se formar.

### Início da carreira musical
Acredita-se que Monk trabalhou em gravações de Jerry Newman feitas em 1941 a partir de apresentações no Minton's Playhouse, lendário club de Manhattan onde ele trabalhava como pianista. O estilo de Monk era descrito como um "hard-swing" "viciado" em "frases" rápidas ao estilo de Art Tatum. Monk dizia ser influenciado por Duke Ellington, James P. Johnson, e outros pianistas à frente de seu tempo. Sua técnica desenvolveu-se muito no Minton's, quando participava de competições que reuniam os grandes solistas de jazz da época. A cena musical desenvolvida no Minton's foi essencial para a criação do bebop e aproximou Monk de outros grandes nomes desse estilo, como Dizzy Gillespie, Charlie Christian, Kenny Clarke, Charlie Parker e, mais tarde, Miles Davis.

### Primeiras gravações
Em 1944, fez sua primeira gravação de estúdio com o quarteto de Coleman Hawkins. Hawkins foi um dos primeiros músicos a confiar no talento de Monk, tendo Monk retribuído o "favor" anos depois ao convidar Hawkins para uma sessão em 1957 com John Coltrane. Suas primeiras gravações como bandleader saíram pela Blue Note em 1947 (mais tarde, essas gravações sairiam na antologia Genius of Modern Music, Vol. 1) e mostrariam sua capacidade de improvisação e composição de melodias. Nesse mesmo ano, Monk se casou com Nellie Smith e, dois anos depois, nasceu quem mais tarde tornar-se-ia conhecido como o baterista de jazz T. S. Monk.
Por anos andou apagado, sumido dos bares de Jazz, e isso deve-se a um acontecimento muito infeliz. Em agosto de 1951, a Polícia de Nova Iorque revistou um carro estacionado onde estavam Monk e seu amigo Bud Powell. Os policiais encontraram no carro narcóticos diversos pertencentes a Powell. Monk recusou-se a testemunhar contra seu amigo, o que levou a Polícia a confiscar seu New York City Cabaret Card, documento então necessário para trabalhar em casas noturnas, bares e cafés. Sem sua importantíssima licença, Monk estava impedido de trabalhar, o que abalou sua capacidade performática por alguns anos. Monk passou a maior parte dos anos 50 compondo, gravando e apresentando-se em teatros e sessões de jazz fora da cidade.
Após um período de sessões irregulares pela Blue Note entre 1947 e 1952, Monk assina contrato com a Prestige Records para os próximos dois anos. Pela Prestige lança trabalhos sem reconhecimento, mas muito importantes, incluindo sessões com o saxofonista Sonny Rollins e o baterista Art Blakey. Em 1953, nasce sua filha, Barbara Monk. Em 1954, Monk participou das sessões Christmas Eve, das quais retiraram-se os álbuns Bags' Groove e Miles Davis and the Modern Jazz Giants, ambos de Miles Davis. Davis achava que o estilo idiossincrático de acompanhamento de Monk dificultava improvisos e lhe pediu para sair do trabalho. Isto quase os levou às vias de fato. Em sua autobiografia, entretanto, Davis diz que a raiva e a tensão entre ele e Monk nunca foram coisas sérias e não passam de "boatos" e "mal-entendidos".
Ainda em 1954, Monk fez sua primeira viagem à Europa, apresentando-se e gravando em Paris. Em Paris, conheceu a baronesa Pannonica de Koenigswarter, membro da tradicional família inglesa de Rothschild e patrocinadora de vários jazzistas nova-iorquinos. Ela seria uma amiga muito próxima pelo resto da vida de Monk.

### Contrato com a Riverside Records
Durante o período da assinatura do contrato com a Riverside, Monk era bem-visto pela crítica e por outros músicos, mas suas vendas não eram boas e sua música era considerada "difícil" para o público-massa. De fato, a Riverside comprou, com aprovação de Monk, seu contrato Prestige por meros US$ 108,24. A virada veio de um compromisso firmado entre Monk e a empresa, no qual ficou acertado que seriam gravados dois álbuns de standards do jazz (ainda assim, com a interpretação de Monk).

### Monk e as obras de Ellington
Sua estréia pela Riverside foi uma "temida" gravação com o inovador baixista Oscar Pettiford e construída em volta de versões de Monk para músicas de Duke Ellington. O LP resultante, Thelonious Monk Plays Duke Ellington, foi preparado para levar Monk a um público maior e, assim, pavimentar o caminho para a aceitação de seu estilo único. De acordo com o produtor Orrin Keepnews, Monk não se sentia confortável com as melodias de Ellington e gastou muito tempo lendo a partitura e tocando as melodias em diferentes escalas no piano, parecia que não conhecia a música de Ellington. Dada a grande história de Monk como instrumentista, imaginou-se então que a aparente ignorância do material era, na verdade, seu típico humor perverso combinado a uma não-declarada relutância em provar sua competência tocando músicas de outros compositores (ainda aí, alguns duvidavam da competência técnica de Monk, dizendo que ele "não conseguia tocar").

### Liberdade musical e auge de carreira
Finalmente, no álbum de 1956 Brilliant Corners, Monk foi autorizado a fazer sua música em sua totalidade. A complexa música-título (que trazia o lendário saxofonista tenor Sonny Rollins) foi tão difícil de executar que a versão final foi feita a partir de três takes diferentes. O álbum, entretanto, é lembrado como o primeiro sucesso de Monk e também sua obra-prima.
Depois de recuperar seu Cabaret Card, Monk relançou sua carreira em Nova Iorque marcando presença durante seis meses no Five Spot Café, em Nova Iorque. Essas apresentações históricas começaram em junho de 1957, com Monk liderando um quarteto formado por John Coltrane no sax tenor,  Wilbur Ware no baixo e Shadow Wilson na bateria. Infelizmente, quase nada da música deste grupo foi documentada, aparentemente por razões burocráticas (Coltrane tinha contrato com a Prestige Records). Uma sessão de estúdio foi feita pela Riverside, mas sendo lançada somente depois pela Jazzland; uma fita amadora de uma apresentação foi descoberta nos anos 90 e lançada pela Blue Note. Em 29 de novembro daquele ano, o quarteto apresentou-se no Carnegie Hall e o show foi gravado em hi-fi pela Voz da América. A fita do concerto, dada como perdida, foi redescoberta na coleção da Biblioteca do Congresso em janeiro de 2005. Em 1958, Johnny Griffin tomou o lugar de Coltrane como saxofonista tenor na banda de Monk.

### Fama, queda e morte
Monk agora assinava com a Columbia Records, uma major, e teve uma grande presença na mídia, muito maior que antes. Monk, agora um jazz-star, tinha um grupo fixo, que era formado pelo saxofonista tenor Charlie Rouse, Larry Gales (baixo) e Ben Riley (bateria). Gravou um alguns álbuns muito bem-recebidos, em particular, Monk's Dream (1962) e Underground (1968). No fim de 1963, Monk apresentou-se no Lincoln Center. Fazia turnês pelo Japão e pela Europa. Seu sucesso era tamanho que. em 28 de fevereiro de 1964, Monk apareceu na capa da revista Time. Seu período na Columbia, depois disso, seria marcado pela baixa produção. Somente seu último trabalho pela Columbia, Underground, continha um bom número de novas peças. Lançou pela Columbia Records vários discos ao vivo, todos eles somente com músicas antigas, nenhuma inédita. A Columbia, tendo em vista a baixa produção de Monk, não renovou seu contrato. Seu quarteto desfez-se e Monk desapareceu no meio dos anos '70, fazendo pouquíssimas apresentações em sua última década de vida. Sua última gravação de estúdio foi feita perto do fim de sua turnê com "The Giants of Jazz",  que incluía Dizzy Gillespie, Sonny Stitt, Art Blakey, Kai Winding e Al McKibbon.
Com sinais de depressão e péssimo estado de saúde, Monk, então, passou seus últimos seis anos de vida na casa de sua velha patrocinadora, a Baronesa Nica de Koenigswarter, que cuidara também de Charlie Parker durante sua última doença. Monk não tocou piano nesse período, apesar de haver um em seu quarto, e falou com pouquíssimas pessoas. Monk sofreu um AVC e morreu em 17 de fevereiro de 1982. Seu corpo foi enterrado no Ferncliff Cemetery, Hartsdale, Nova Iorque. Desde sua morte, sua música vem sendo descoberta por um público maior e é sempre posto ao lado de grandes nomes do jazz, como Miles Davis, John Coltrane e Bill Evans.

## Thelonious Monk, o excêntrico
Monk sempre é descrito como um homem excêntrico, peculiar. Era conhecido pelo seu característico estilo hipster (na verdade, ele e Dizzy Gillespie são imagens emblemáticas da cultura hipster dos anos '40 e '50) e por ter desenvolvido um estilo único, muito sincopado e percusivo para tocar piano. Monk era também famoso por emitir aforismos impenetráveis e por permanecer em longos períodos de muda abstração, para diversão e perplexidade dos que o rodeiam. Há uma gravação famosa de "The Man I Love" em que Miles Davis perde a paciência com um longo intervalo silencioso num solo de Monk e entra no meio, como se quisesse acordar o pianista. Não é improvável que Monk estivesse mesmo dormindo. O baixista Al McKibbon, que conheceu Monk vinte anos antes de sua morte e tocou em sua última turnê, de 1971, disse: "Naquela turnê, Monk disse duas palavras. Digo, literalmente duas palavras. Não dizia 'bom dia', 'boa noite' ou 'que horas são?'. Nada. O porquê eu não sei. Depois da turnê, ele disse que a razão pela qual ele não se comunicava ou tocava era porque Art Blakey e eu éramos muito feios".
Outro lado de Monk, porém, é revelado na biografia de autoria de Lewis Porter John Coltrane: His Life and Music; Coltrane diz: "Monk é o exato oposto de Miles [Davis]: fala de música o tempo inteiro e deseja tanto que você entenda isto que, se você lhe perguntar algo, ele gastará horas e horas para lhe explicar".
O documentário Thelonious Monk: Straight, No Chaser (1989), produzido por Clint Eastwood e dirigido por Charlotte Zwerin, atribui seu estranho comportamento a doenças mentais. No filme, o filho de Monk, T. S. Monk, diz que, às vezes, seu pai não o reconhecia e afirma que Monk foi internado em várias ocasiões em função de uma doença mental nunca especificada que somente se agravou no fim dos anos '60. Não há notícias de diagnósticos oficiais, mas Monk várias vezes ficava muito animado por dias e, aos poucos, parava de falar e recolhia-se. Médicos recomendaram eletroconvulsoterapia, mas sua família não permitiu; antipsicóticos e sal de Lítio foram prescritos então. Outros culpam o comportamento de Monk pelo uso inadvertido de drogas: Monk pode ter consumido LSD e peiote com Timothy Leary. Outros clínicos sustentam que Monk foi mal-diagnosticado e lhe foram dados medicamentos que causaram-lhe sérios danos cerebrais.

## Legado
Monk é um dos fundadores e principais músicos do bebop. Seu famoso estilo (o "Melodious Thunk, segundo sua esposa.), apesar de único, é referência no jazz da segunda metade do século XX. Uma vez perguntado sobre quem era sua maior influência, declarou: "Bem, eu próprio, naturalmente."
Seu estilo experimental antecipava muito do que, mais tarde, na década de 1960, foi o free jazz. Monk influenciou muitos músicos jazz dos anos '60, como John Coltrane, Ornette Coleman, Sonny Rollins e Eric Dolphy.
Apesar de ele próprio ser referência, Monk opôs-se ao avant-garde jazz, chamando-o de incoerente e ilógico, simplesmente "um monte de notas".
Monk compôs ao longo de sua vida apenas 71 temas (Duke Ellington, por exemplo, compôs de cerca de 2000). Ainda assim, é considerado um dos poucos grandes compositores do jazz. Muitas de suas obras são referências pela sua brilhante, única e, muitas vezes, bizarra forma de linguagem em relação ao jazz clássico (o chamado "padrão").
Em 1993 foi agraciado, postumamente, com o Grammy Lifetime Achievement Award. Em 2006, Monk foi laureado com o Prémio Pulitzer de Música.

## Homenagens
- Salim Ghazi Saeedi dedicou uma canção intitulada "For Thelonious, and His 88 Holy Names" para Thelonious Monk, em seu álbum Human Encounter (Encontro Humano).[13]
- O saxofonista Steve Lacy fez diversas apresentações acompanhando Monk em 1960. As composições de Monk então se tornaram parte permanente de seu repertório em concertos e álbuns. Lacy gravou muitos discos inteiramente focados nas músicas de Monk.
- Foi aberto em Cambridge, no estado de Massachusetts, um restaurante chamado Thelonious Monkfish, no qual eram servidos peixes frescos e cozinha de fusão asiática. O nome foi alterado, posteriormente, para The Mad Monkfish.
- Gunther Schuller escreveu a obra “"Variants on a Theme of Thelonious Monk (Criss-Cross)” em 1960. Ela apareceu primeiramente no álbum de Schuller “Jazz Abstractions” (1961), sendo depois apresentada e gravada por outros artistas, incluindo Ornette Coleman, Eric Dolphy e Bill Evans.
- Round Midnight Variations é uma coleção de variações da canção “Round Midnight”, estreada em 2002. Entre os compositores que participaram da obra constam Milton Babbitt, William Bolcom, David Crumb, George Crumb, Michael Daugherty, John Harbison, Joel Hoffman, Aaron Jay Kernis, Gerald Levinson, Tobias Picker, Frederic Rzewski, Augusta Read Thomas e Michael Torke.[14]
- A North Coast Brewing Company produz a cerveja Brother Thelonious, cujos lucros são direcionados ao ensino do jazz para jovens.[15]

## Discografia

### Blue Note (1948-1952)
- Genius of Modern Music: Volume 1 (gravações de 1947)
- Milt Jackson: Wizard of the Vibes (gravações de 1948)
- Genius of Modern Music: Volume 2 (gravações de 1951 e 1952)

### Prestige (1952-1954)
- Thelonious Monk Trio (1952)
- Monk (gravado entre 1953 e 1954, lançado em 1956)
- Thelonious Monk and Sonny Rollins (gravado entre 1953 e 1954, lançado em 1957)

### Riverside (1955-1961)
- Thelonious Monk plays the Music of Duke Ellington (1955)
- The Unique Thelonious Monk (1955)
- Brilliant Corners (1957, com Sonny Rollins e Clark Terry) - Parte do Grammy Hall of Fame desde 1999.
- Thelonious Himself (1957)
- Thelonious Monk with John Coltrane (gravado em 1957, lançado em 1961) - Parte do Grammy Hall of Fame desde 2007.
- Art Blakey's Jazz Messengers with Thelonious Monk (excepcionalmente pela Atlantic Records, 1957)
- Monk's Music (1957)
- Mulligan Meets Monk (1957, com Gerry Mulligan)
- Thelonious Monk Quartet with John Coltrane at Carnegie Hall (1957, lançado pela Blue Note em 2005)
- The Complete 1957 Riverside Recordings (com John Coltrane, coletânea de 2006 com gravações de 1957)
- Thelonious in Action and Misterioso (1958, ao vivo no Five Spot com Johnny Griffin)
- Thelonious Monk Quartet Live at the Five Spot: Discovery! (com John Coltrane, gravado em 1958, lançado pela Blue Note em 1990)
- The Thelonious Monk Orchestra at Town Hall (1959, marcando a entrada de Charlie Rouse no grupo)
- 5 by Monk by 5 (1959)
- Thelonious Alone in San Francisco (1959)
- Thelonious Monk And The Jazz Giants (1959)
- Thelonious Monk at the Blackhawk (1960, com Charlie Rouse)
- Monk in France (1961)
- Thelonious Monk in Italy (recorded 1961)

### Columbia (1962-1968)
- Monk's Dream (1962)
- Criss Cross (1962)
- Monk in Tokyo (1963)
- Miles & Monk at Newport (1963, com participação não-creditada de Miles Davis)
- Big Band and Quartet in Concert (1963)
- It's Monk's Time (1964)
- Monk (Columbia álbum) (1964)
- Solo Monk (1964)
- Live at the It Club (1964)
- Live at the Jazz Workshop (1964)
- Straight, No Chaser (1966)
- Underground (1967)
- Monk's Blues (1968)
- Monk Alone (coletânea lançada em 1998 com todas a gravações pela Columbia, 1962-1968)

### Por outras gravadoras
- April in Paris (1981 LP duplo com gravações feitas em Paris, 1961)
- Monk's Classic Recordings (1983)
- Blues Five Spot (1984, gravações diversas 1958-61, com vários saxofonistas e Thad Jones na corneta)
- The London Collection (1988, em três volumes)
- Live at Monterey Jazz Festival '63 (gravado em 1963, lançado em 2 volumes em 1996 e 1997)